# Robin Mossley
Robin Mossley (* 3. April 1955 in Vancouver) ist ein kanadischer Schauspieler.

## Leben
Mossley ist seit 1995 mit der Artdirectorin Helen Jarvis verheiratet.

## Filmografie (Auswahl)
- 1986: Disney-Land (1 Episode)
- 1987: Und plötzlich war Weihnachten (Christmas Comes to Willow Creek)
- 1987–1990: MacGyver (8 Episoden)
- 1988: 21 Jump Street – Tatort Klassenzimmer (1 Episode)
- 1988: Strandpiraten (1 Episode)
- 1994–1996: Akte X – Die unheimlichen Fälle des FBI (3 Episoden)
- 1996: Outer Limits – Die unbekannte Dimension (1 Episode)
- 2000, 2006: Stargate – Kommando SG-1 (2 Episoden)
- 2002: X-Factor: Das Unfassbare (1 Episode, als Jimmy Welsh)
- 2003: Buddy – Der Weihnachtself (Elf)
- 2004: 4400 – Die Rückkehrer (1 Episode)
- 2005: Das schnelle Geld (Two for the Money)
- 2005: Andromeda (1 Episode)
- 2006: Connors’ War (Connors' War)
- 2007: Painkiller Jane (1 Episode)
- 2007, 2009: Reaper – Ein teuflischer Job (2 Episoden)
- 2008: About a Girl (1 Episode)
- 2008: Psych (1 Episode)
- 2010: Sanctuary – Wächter der Kreaturen (1 Episode)
- 2011: R.L. Stine’s The Haunting Hour (1 Episode)